# 아르히

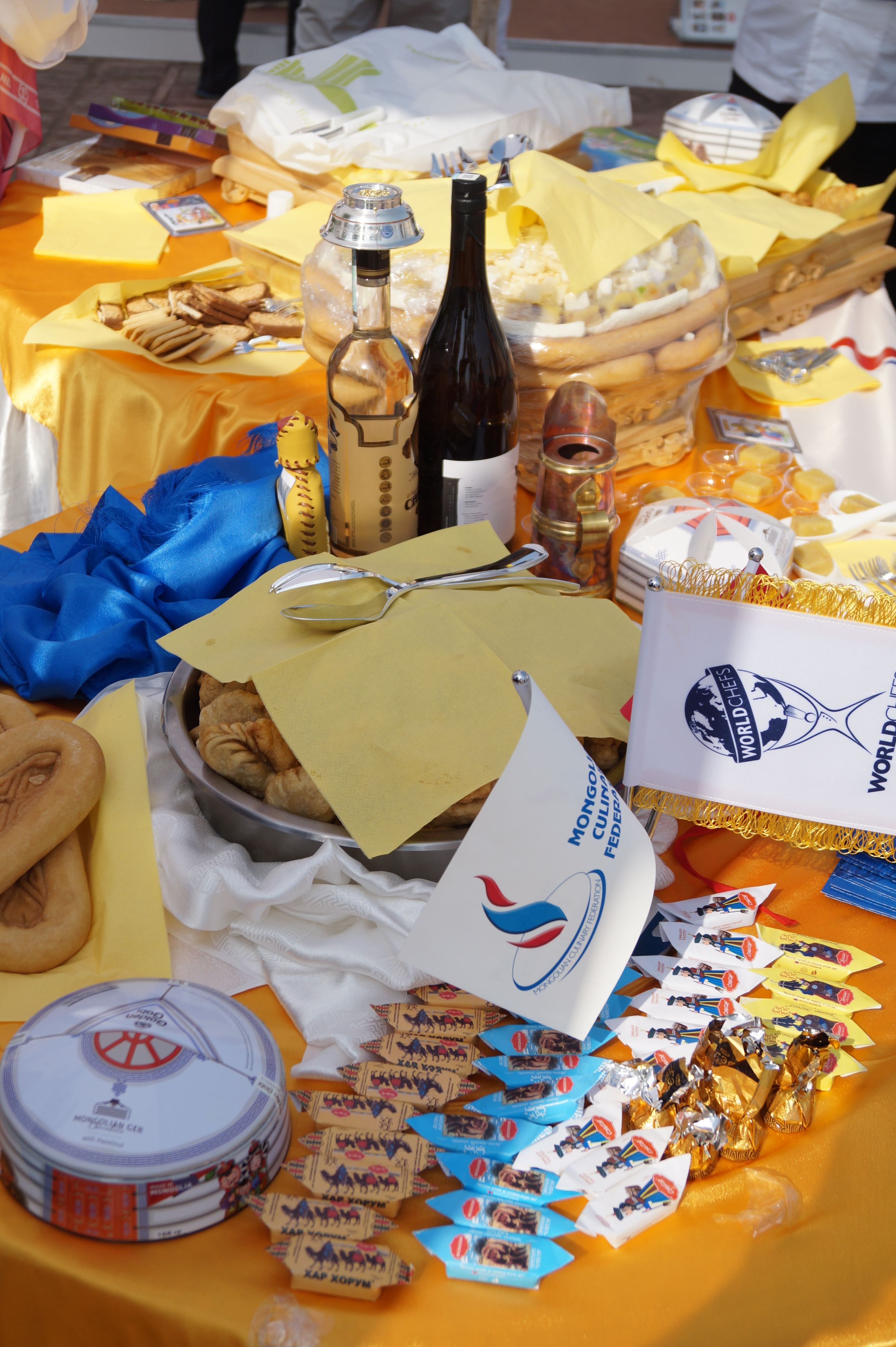

아르히(몽골어: архи)는 몽골제 보드카이다. 알코올 도수는 38도 정도이다. 몽골리안 보드카라고도 불린다.

## 2종류의 아르히
아르히는 만드는 재료에 따라 2종류로 나뉜다. 1종류는 젖으로 만든 아르히로, 시민 아르히라고 부르고, 또 하나는 곡물로 만든 아르히로 차간 아르히라고 부른다.
- 시민 아르히

유목민이 만든 아르히이다. 대량의 원료가 필요하고 증류를 위해선, 원료가 많이 들어간다(가축의 똥이 필요한데 몽골은 목재가 적어서 많이 안 태운다.). 그 때문에 수는 적고 극히 드물다. 몽골을 여행하는 관광객들에게는 가장 희귀한 것이지만, 최근에는 대량으로 양조되어 관광객에게 판매된다.
- 차간 아르히

당시 소련에서 수입되는 보드카에 뒤지지 않기 위해, 몽골에서 제조한 아르히이다. 차간은 "하얀색"을 의미한다. 지방 마을이나 수도에서 일반적으로 구입할 수 있다. "아르히"라고 하는 경우에는 이 아르히를 가리키는 경우가 많다.

## 모조품 주의
몽골 식료품점에서 쉽게 구입할 수 있지만 1000투그릭 이하의 싼 아르히에는 주의가 필요하다. 개인이 무허가로 제조한 제품일 가능성이 크고 게다가 위에 있는 품질 보증도 없다. 이 아르히를 많이 마시면 위나 간에 손상을 입힐 가능성이 크다. 울란바토르 등의 도시에서 술주정꾼이 실제 연령보다 나이가 많이 보이는 것은 이러한 아르히를 마신 것 때문이라고 한다. 가짜 아르히를 제조하는 사람과 판매하는 식료품점 점주는 단속 대상이다.
공항 매점, АПУ(국영 회사)의 브랜드, 일본에서 수입한 아르히나 뚜껑에 봉함지가 붙여진 아르히가 정품 아르히이다.

## 기타
현지에서 아르히를 마실 때에는 적게 마시는 것이 관례이다. 몽골은 높이가 1500m의 고지에 위치해 있어서 평지에서 마시는 경우보다 더 취한다.